# 1491년

## 연호
- 명(明) 홍치(弘治) 4년
- 일본(日本) 엔토쿠(延徳) 3년
- 후 레 왕조(後黎朝) 홍득(洪德) 22년

## 기년
- 류큐(琉球) 쇼신왕(尚真王) 15년
- 명(明) 효종 홍치제(孝宗 弘治帝) 4년
- 조선(朝鮮) 성종(成宗) 22년
- 후 레 왕조(後黎朝) 성종(聖宗) 32년

## 탄생
- 6월 28일 - 잉글랜드의 국왕 헨리 8세. (~1547년)
- 8월 19일 - 조선 11대 국왕 중종의 제 1계비 장경왕후. (~1515년)
- 11월 25일 - 조선의 성리학자, 정치가 이언적. (~1553년)
- 12월 24일 - 스페인의 사제, 성인 이냐시오 데 로욜라. (~1556년)
- 12월 31일 - 프랑스의 왕국 출신 탐험가 자크 카르티에. (~1557년)